# Катастрофа Boeing 737 в Кранбруке
Катастрофа Boeing 737 в Кранбруке — авиационная катастрофа, произошедшая 11 февраля 1978 года. Авиалайнер Boeing 737-275 авиакомпании Pacific Western Airlines (PWA) выполнял внутренний рейс PW314 по маршруту Форт Мак-Муррей—Эдмонтон—Калгари—Кранбрук—Каслгар, но при посадке в Кранбруке после неудачной попытки ухода на второй круг опрокинулся влево и рухнул на землю около аэропорта Кранбрука. Из находившихся на его борту 49 человек (44 пассажира и 5 членов экипажа) выжили 7.

## Самолёт
Boeing 737-275 (регистрационный номер C-FPWC, заводской 20142, серийный 253) был выпущен в 1970 году и 24 января совершил свой первый полёт. 1 мая того же года был передан авиакомпании Pacific Western Airlines (PWA). Изначально он был зарегистрирован в ней под бортовым номером CF-PWC; 1 января 1972 года был перерегистрирован (борт C-FPWC). Оснащён двумя турбореактивными двигателями Pratt & Whitney JT8D-9A.

## Экипаж
Самолётом управлял опытный экипаж, его состав был таким:
- Командир воздушного судна (КВС) — 30-летний Крис Майлс (англ. Chris Miles). Опытный пилот, проработал в авиакомпании PWA 11 лет (с 1967 года). Управлял самолётами Lockheed 382 и Convair CV-640. В должности командира Boeing 737 — с 14 апреля 1977 года. Налетал 5173 часа, свыше 2780 из них на Boeing 737.
- Второй пилот — 25-летний Петер ван Оорт (нидерл. Peter Van Oort). Опытный пилот, проработал в авиакомпании PWA 7 лет (с 1971 года). Управлял самолётом Lockheed 382. В должности второго пилота Boeing 737 — с декабря 1977 года. Налетал 1316 часов, 81 из них на Boeing 737.

В салоне самолёта работали три стюардессы:
- Синди Вольф (англ. Cindy Wolff), 21 год.
- Пэтти Вонг (англ. Patty Wong), 22 года.
- Гейл Банн (англ. Gail Bunn), 25 лет.

## Расследование
Расследование авиакатастрофы было проведено отделом по расследованию авиационных происшествий Министерства транспорта Канады и проверено Комиссией по расследованию авиационных происшествий. Бортовой самописец (CVR) был уничтожен пожаром, но самописец полётных данных (FDR) можно было использовать, хотя некоторые параметры были нечитаемыми. Моделирование Boeing показало, что самолёт можно было контролировать с одним двигателем на холостом ходу, а другим — на полной мощности в режиме повышенной передачи и с выпущенными закрылками на 15°. При выпущенных закрылках 25° и выключенном механизме шасси было невозможно поддерживать горизонтальный полёт. Разворот был бы успешным, если бы не были выпущены створки реверса тяги левого двигателя.